# Jetzendorf
Jetzendorf es un municipio situado en el distrito de Pfaffenhofen, en el estado federado de Baviera (Alemania), con una población (a finales de 2016) de aproximadamente 3007 habitantes.
Se encuentra ubicado en el centro del estado, en la región de Alta Baviera, cerca de la orilla sur del Río Danubio.